# Anthurium roraimense
Anthurium roraimense är en kallaväxtart som beskrevs av Nicholas Edward Brown och Daniel Oliver. Anthurium roraimense ingår i släktet Anthurium och familjen kallaväxter. Inga underarter finns listade.